# 伊頓縣 (密歇根州)
伊顿县（英語：Eaton County）是位于美国密西根州的县，根据2020年美國人口普查显示，该县人口为10萬9,175人。该县的县治和最大城市皆为夏洛特。该县组建于1837年，是以安德鲁·杰克逊总统的战争部长约翰·伊顿命名的。